# Decine
Die Decine sind eine Stoffgruppe aus der Gruppe der Alkine. Es existieren insgesamt 171 isomere Verbindungen mit der Summenformel C10H18 und einer Dreifachbindung zwischen zwei Kohlenstoffatomen.
Bei den linearen Decinen kann sich die Dreifachbindung an fünf unterschiedlichen Positionen befinden, es lassen sich fünf Isomere unterscheiden:
- 1-Decin
- 2-Decin
- 3-Decin
- 4-Decin
- 5-Decin